# Mexicano 777
Israel Perales Ortiz (Yabucoa, 1 de septiembre de 1972-Manatí, 23 de julio de 2015), conocido artísticamente como Mexicano 777, fue un rapero y compositor puertorriqueño.
Mexicano figura en el puesto número dieciocho de la lista de los «50 grandes raperos en la historia del rap en español», publicada por la revista estadounidense Rolling Stone.

## Carrera musical

### 1995-1999: inicios
Comenzó en 1995 participando para la producción Playero 39: Respect de DJ Playero en las canciones «No voy a parar» y «Diri, diri». Participó en el álbum de 1995 de DJ Adam, Mad Jam, en la canción «Sé testigo», con la cual logró posicionarse dentro del ámbito musical. En 1996, apareció en Playero 40: New Era de DJ Playero, en las canciones «Santa María» y «El enemigo», y en 1997, en las producciones The Legend y The Warriors, Vol. 1.
En 1998 lanzó su primer álbum de estudio, Entre el bien y el mal, el cual contó con las canciones «Bendición mami», «Un alma inocente» y «Hagan ruido las pistolas» (con Tempo). En 1999 participó en la producción Game Over del rapero Tempo en la canción «Las pistolas seguirán», y en la producción Playero 41: Past, Present & Future (Part 2) de DJ Playero en las canciones «Cuatro plagas» y «Leyenda» (con Vico C).
Participó en Guatauba 2000 en la canción «Madre Yemaya» de 1999.

### 2000-2007: últimas producciones
Participó en la producción titulada The Piece Maker del 2000 de Tony Touch con la canción «P.R. All Stars» junto a Don Chezina, Daddy Yankee, Ivy Queen y Rey Pirin. Lanzó las producciones God's Assassins y El colmo de los fugitivos en 2001, ya que en 2002 se mantuvo inactivo por problemas legales.
En 2003 volvió a aparecer en el álbum Time To Kill 2 de DJ Frank en la canción «Ponte bruto», luego de sus problemas legales en el año anterior. También apareció en el álbum Desafío en las canciones «Desafío» y «Quién quiere guerra», junto a Tempo.
En 2006 fue invitado al festival de hiphop al parque en la ciudad de Bogotá, Colombia, el cual es el festival más importante de este género en todo el mundo, donde se presentó como gran artista y fue el gran cierre del festival el domingo 8 de octubre.
Lanzó su cuarto y último álbum de estudio en 2005 titulado Pa' la kalle 1972: The Beginning..., el cual contó con las colaboraciones de Arcángel, Ivy Queen, De la Ghetto, Alex Kyza, Taino, Memory, J-Cost, Masta, Yan-Kel, Bigademus, Don Quino y Sandy.

### 2008-2015: últimas participaciones
En 2008, participó en la canción «Déjate de hablar» junto a Yaga & Mackie, Ñengo Flow y LT el Único. Durante 2010 recibió la triste noticia de que padecía de cáncer de laringe, por lo que tuvo que dejar la música y lanzar la música que ya había grabado con anterioridad. Pasó unos de sus peores momentos en 2013 cuando su hija desapareció y tiempo después, apareció muerta con un severo trauma craneal. Para finales de 2013, fue hospitalizado para extirparle la masa maligna que tenía en la lengua y, a su vez, se complicó su estado de salud en varias ocasiones. Participó en la canción de 2014 titulada «El tiempo me da la razón» junto al rapero Tempo y en 2015, ¡Tempo, lanzó «Guerrero eterno» junto al cantante, en honor luego de su muerte, esta sería la última canción del rapero.

## Fallecimiento
En 2015, el rapero perdió la batalla contra el cáncer de laringe que padecía desde 2010, y varios exponentes y amigos del cantante como Tempo, Daddy Yankee, Tito el Bambino, Farruko, Elvis Crespo, Cosculluela y su hermano, el Bima, expresaron su dolor ante la noticia con varias publicaciones en sus redes sociales.

## Discografía
Álbumes de estudio
- 1998: Entre el bien y el mal
- 2001: God's Assassins
- 2005: Pa' la kalle 1972: The Beginning...

Álbumes recopilatorios
- 2001: El colmo de los fugitivos
- 2022: Poeta clásico